# Guilherme Bentes
Guilherme Frederico Feria Bentes (* 10. Juni 1973 in Lissabon) ist ein ehemaliger portugiesischer Judoka, der 1997 Weltmeisterschaftsdritter war.

## Sportliche Karriere
Bentes kämpfte von 1992 bis 2000 im Leichtgewicht, der Gewichtsklasse bis 71 Kilogramm, ab 1998 bis 73 Kilogramm. Von 1996 bis 1999 war er in dieser Gewichtsklasse portugiesischer Meister.
1992 war Bentes Siebter der Juniorenweltmeisterschaften. 1996 unterlag er bei den Europameisterschaften in Den Haag in seinem Auftaktkampf dem Italiener Diego Brambilla. Bei den Olympischen Spielen 1996 in Atlanta gewann er seinen ersten Kampf gegen Loris Mularoni aus San Marino nach 1:41 Minuten. Im Achtelfinale schied er gegen den Georgier Wladimir Dgebuadse durch Yusei-gachi (Schiedsrichterentscheid) aus. Ende 1996 war Bentes Zweiter bei den Weltmeisterschaften der Studierenden.
Bei den Europameisterschaften 1997 in Ostende erreichte Bentes mit Siegen über den Franzosen Christophe Gagliano und den Deutschen Martin Grasmück das Halbfinale. Nach Niederlagen gegen den Russen Anatoli Larjukow und den Briten Danny Kingston belegte Bentes den fünften Platz. Fünf Monate später bei den Weltmeisterschaften 1997 in Paris bezwang Bentes Thomas Schleicher aus Österreich, den Mongolen Chaliuny Boldbaatar und im Viertelfinale den Usbeken Andrey Shturbabin. Im Halbfinale unterlag er dem Japaner Kenzo Nakamura, den Kampf um Bronze gewann Bentes gegen den Finnen Jorma Korhonen. 1998 belegte Bentes den siebten Platz bei den Europameisterschaften in Oviedo. Ende 1998 siegte er bei den Weltmeisterschaften der Studierenden in Prag. Anfang 1999 gewann Bentes in Sofia sein einziges Weltcup-Turnier. Bei den Europameisterschaften und Weltmeisterschaften 1999 schied er jeweils in der Hoffnungsrunde aus und konnte sich nicht unter den besten acht Judoka platzieren. Bentes blieb noch bis 2002 aktiv. 2009 ersuchte er ein Comeback und wurde portugiesischer Meister im Halbschwergewicht.